# Julio Baghy
Julio Baghy (en hongarès, Baghy Gyula) (Szeged, 13 de gener de 1891-Budapest, 18 de març de 1967) va ser un actor hongarès i un dels escriptors més importants en esperanto.
Va començar a aprendre esperanto l'any 1911. Va treballar d'actor i de mànager de teatre. Durant la Primera Guerra Mundial va ser capturat i, com a presoner de guerra, va estar-se sis anys a Sibèria. En tornar al seu país, va dedicar-se a l'esperanto gairebé de forma exclusiva com a escriptor, editor, actor i professor, formant amb Kálmán Kalocsay en nucli de l'anomenada escola literària de Budapest, amb qui va redactar la revista Literatura Mondo durant els anys 1920 i 1930. En aquest període va ser també professor itinerant d'esperanto segons el mètode Cseh en diferents països, com Estònia, Letònia, els Països Baixos i França. La seva extensa obra literària, particularment els seus poemes, la seva participació en nombrosos congressos i la seva activitat pedagògica el van convertir en una figura immensament popular entre els esperantistes. William Auld el considera "després de Zamenhof, el parlant d'esperanto més popular del món".

## Obres literàries

### Prosa
Baghy va escriure dos llibres sobre el seu captiveri a Sibèria: Viktimoj ("Víctimes", 1925), i Sur sanga tero ("En sòl sagnant", 1933). També va escriure una novel·la satírica, Hura! ("Hurra!", 1930). Tanmateix, la seva novel·la més famosa és Printempo en aŭtuno ("Primavera a la tardor", 1931).

### Poesia
Baghy és més conegut per la seva obra poètica, publicada a Preter la vivo ("A través de la vida", 1922), Pilgrimo ("Pelegrí", 1926) i Vagabondo kantas ("Un vagabund canta", 1933). Del 1966 és Ĉielarko ("Arc de Sant Martí"), sobre el folklore de diverses nacions. Aŭtunaj folioj ("Fulles de Tardor") fou publicada pòstumament, el 1970.

## Moviment esperantista
Quan va tornar a Hongria després de ser deportat a Sibèria, va esdevenir un dels principals mestres del moviment esperantista. Va escriure a la revista literària Literatura Mondo fins a 1933. La seva obra reflecteix el seu eslògan: Amo kreas pacon, paco konservas homecon, homeco estas plej alta idealismo ("L'amor crea la pau, la pau preserva la humanitat, la humanitat és l'ideal més alt").